# اندیس دامنه ۱
دامنه ۱ یک اندیس فلزی است که در حوالی شهر سردونیه استان کرمان قرار دارد و مادهٔ معدنی موجود در آن، مس است.  